# Aristosuchus pusillis
Aristosuchus pusillis ("liten nobel eller förnäm krokodil") är en art av dinosaurier som tillhör släktet Aristosuchus, en liten compsognathid från yngre krita (yngre berriasian- till hauterivianepokerna, runt 125 miljoner år sedan) i det som idag är Isle of Wight, England, samt i Rumänien. Denna lilla dinosaurie delade många drag med fåglarna.

## Beskrivning
Aristosuchus var en tvåbent, köttätande theropod som blev runt 2 meter lång och kunde väga runt 30 kg. Aristosuchus är känd från ett korsben, ett blygdben, ett lårben samt ett litet antal ryggkotor. Dess lårben har ett vingliknande utskott på framsidan, en trochanter, samt en påfallande reducerad fjärde trochanter. Man hittade två klor i närheten av fyndet. Dessa kan ha tillhört samma djur och kan i livet ha varit långa.
Typarten, Aristosuchus pusillis, beskrevs år 1876 av Richard Owen men fick då namnet Poekilopleuron pusillus. Man trodde att den var den felande länken mellan krokodiler och dinosaurier och att den ägde drag från båda djurgrupper. Harry Govier Seeley (1839-1909) döpte om den till Aristosuchus år 1887. 

## Namn
Aristosuchus' namn kommer från grekiskans ord ąριστον/aristos, som betyder 'modigast', 'bäst' eller 'noblast', samt σουχος/suchus, ett ord som är en grekisk förvrängning av namnet på den egyptiske krokodilhövdade guden Sebek och som därmed betyder 'krokodil'. Det fullständiga namnet Aristosuchus pusillis betyder "liten förmer krokodil"

## Livliga diskussioner
Aristosuchus var väldigt lik sin nära släkting Compsognathus, både till utseendet och till storleken, vilket har medfört att forskare debatterat om huruvida de två släktena möjligtvis tillhör ett och samma. Aristosuchus har också förväxlats med Calamospondylus (till exempel av William Darwin Fox (1805-1881), år 1866), men då man har utgått från utseendet på blygdbenet har man kunnat bestämma att Aristosuchus har en plats i familjen Compsognathidae. Eftersom några släkten bara representeras av ett fåtal skelettala fragment är dessa diskussioner inte ovanliga inom paleozoologi rörande dinosaurier.